# Moddergevecht

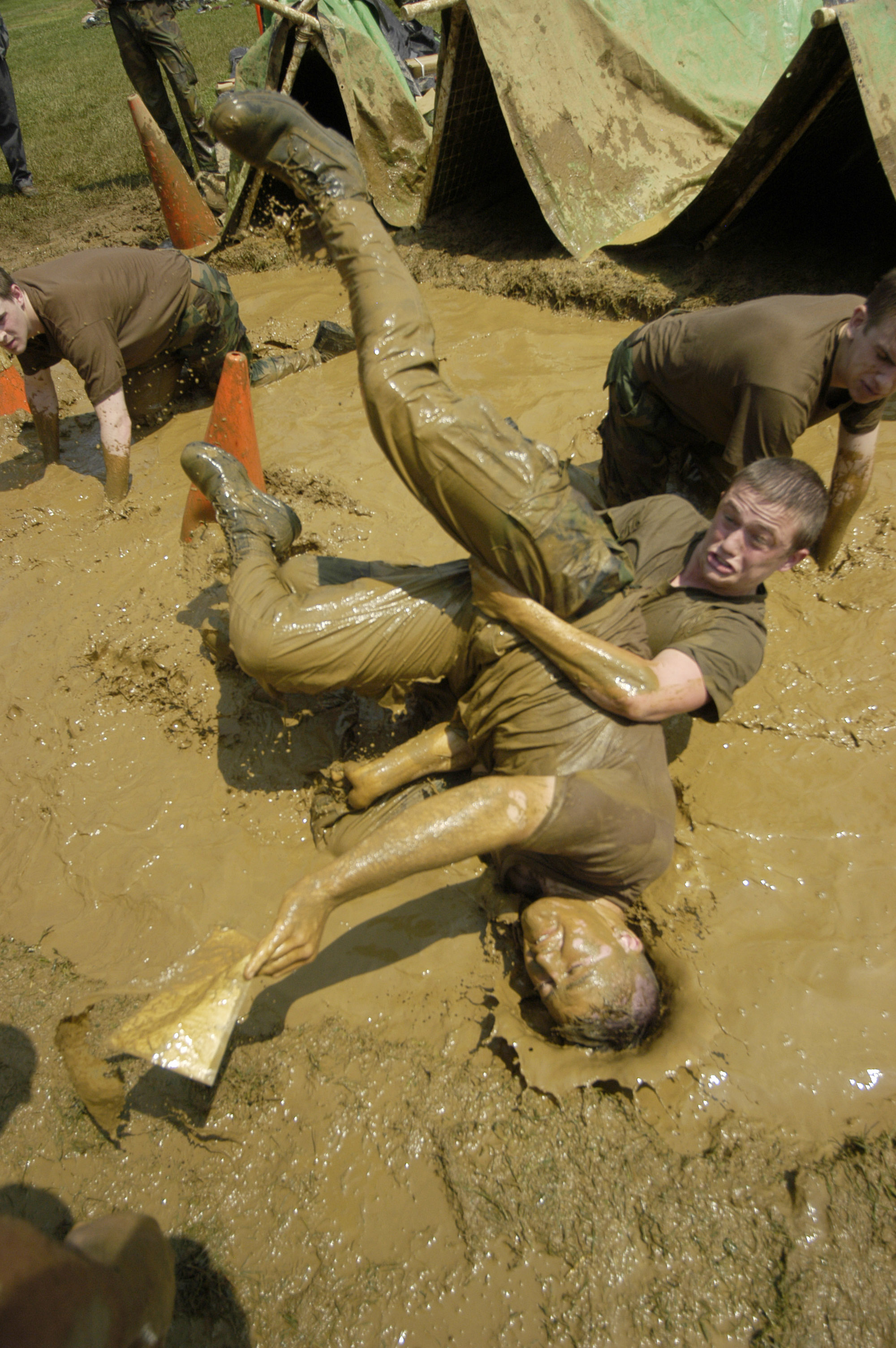
Moddergevecht in de Verenigde Staten

Een moddergevecht is een wedstrijd tussen twee mensen of groepen mensen, die in een bad met modder met elkaar vechten.
In figuurlijke zin wordt van een 'moddergevecht' gesproken, wanneer op minder beleefde wijze een discussie wordt gevoerd, waarbij over en weer 'met modder wordt gegooid', en argumenten er minder toe doen dan de wijze van vechten.

## Afbeeldingen

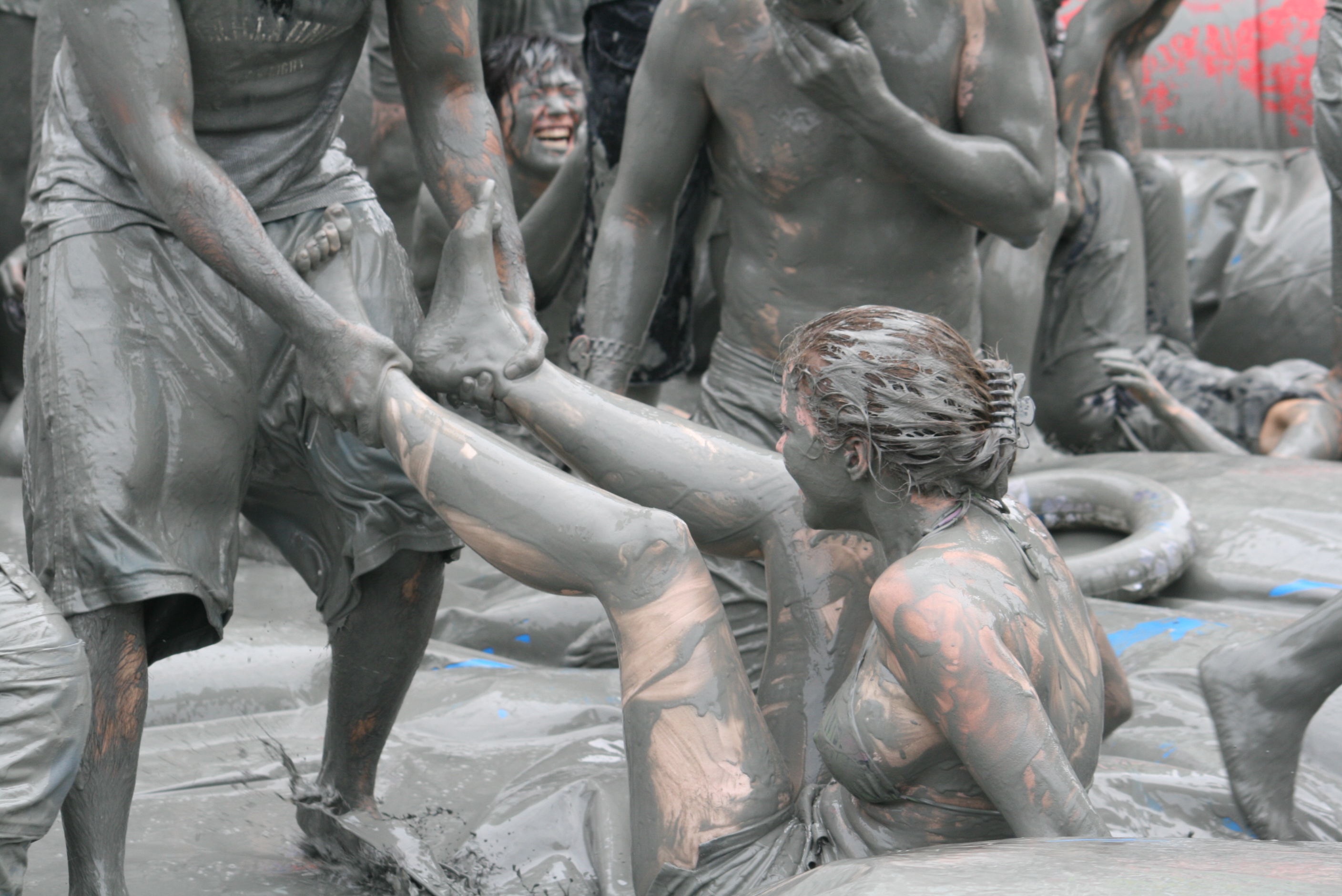
Modderfestival in Korea